# Тхоммо Реатеа II
Тхоммо Реатеа II (кхмер. ធម្មរាជាទី២), также известный как Понхеа То (кхмер. ពញាតូ, 1602 — 1630) или Кау Бана Ту — король Камбоджи (1628—1631). Правил под именем Шри Дхармараджа II.
Полное имя — кхмер. ព្រះបាទស្រីធម្មរាជាទី២ ឬព្រះរាជសម្ភារ ពញាតូ.

## Биография
Принц Понхеа То родился в 1602 году, был старшим сыном короля Чея Четты II. Религиозный и обученный грамоте в 1623 году стал буддистским монахом. После смерти его отца в 1627 году регентом стал его энергичный дядя Утай (1627—1629).
В 1629 году Понхеа То оставил монастырь, чтобы взойти на трон как Тхоммо Реатеа II или Шри Дхармараджа II. Нового короля мало интересовали государственные дела, а попытка отвоевать у сиамцев провинцию Корат закончилась неудачей. Его дядя-регент возобновил свои претензии на престол.
Во время посещения Ангкора молодой король соблазнил свою сводную сестру принцессу Анг Водей (или Ангавати Нха), которая была обещана ему в детстве, но стала женой его дяди. 
Решение молодой женщины приехать и жить с ним в королевском дворце разгневало регента, убившего королевскую гвардию. Двое влюбленных сбежали в Канчор, где их настиг Утай, который учинил расправу над влюбленными с помощью иностранных наемников, состоявших у него на службе.